# Olibrus baudueri
Olibrus baudueri är en skalbaggsart som beskrevs av Flach 1888. Olibrus baudueri ingår i släktet Olibrus, och familjen sotsvampbaggar. Enligt den finländska rödlistan är arten sårbar i Finland. Arten är reproducerande i Sverige. Artens livsmiljö är torra gräsmarker.